# Vader Immortal: A Star Wars VR Series
Vader Immortal: A Star Wars VR Series es un videojuego de acción-aventura de realidad virtual dividido en tres episodios lanzados originalmente el 21 de mayo, 25 de septiembte y 21 de noviembre de 2019, respectivamente, para los sistemas Oculus Quest y Rift. Una versión de PlayStation VR se lanzó más tarde el 24 de agosto de 2020.
La historia, dividida en tres capítulos, sigue a un sensible a la fuerza contrabandista capturado por Darth Vader, quien requiere que el contrabandista encuentre un artefacto antiguo.

## Jugabilidad
El juego se compone de tres capítulos, cada uno de los cuales se centra en el uso de diferentes habilidades. Cada episodio incluye un dojo que permite a los jugadores practicar contra oleadas de enemigos usando los poderes sable de luz y Fuerza.
El jugador sigue un camino lineal a través del juego, capaz de usar la Fuerza para hacer varias cosas según sea necesario para avanzar a la siguiente área.

## Sinopsis
La serie, que tiene lugar entre los eventos de La venganza de los Sith y Rogue One, sigue a un sensible a la Fuerza contrabandista, descendiente de la famosa Lady Corvax, que es capturada por Darth Vader (Scott Lawrence). Vader requiere que el contrabandista obtenga acceso a la Estrella Brillante, un antiguo artefacto que una vez destruyó casi toda la vida en Mustafar. Con la ayuda de su droide ZO-E3 (Maya Rudolph), el Mustafarian maestro del saber Vylip F'alma (Keith Ferguson), el esposo de Corvax, Black Bishop (David Sobolov), y una sacerdotisa mustafari (Folake Olowofoyeku), el contrabandista emprende un viaje a través de Mustafar, aprendiendo a combatir con sables de luz y aprovechando sus poderes de la Fuerza en el camino, antes de enfrentarse al cibernético almirante imperial Gable Karius (Steve Blum) y el propio Vader, que busca usar la Estrella Brillante para traer de vuelta a Padmé Amidala (Natalie Portman).

## Desarrollo
Los tres capítulos fueron escritos por el escritor David S. Goyer y dirigidos por el artista de efectos especiales Ben Snow. Según Snow, la premisa de buscar un artefacto antiguo se inspiró en la película Raiders of the Lost Ark.

## Recepción
Vader Immortal recibió "críticas mixtas o promedio" según Metacritic. Los críticos elogiaron la historia del juego, pero criticaron la jugabilidad por no ser mecánicamente profunda.

## Premios
31° Premio del Sindicato de Productores de América a la Innovación